# اعتماد (اسم)
اعْتِمَاد هو اسم علم مؤنث من أصل عربي، ومعناه هو الإسناد واللجوء إلى الشيء.